# Parmelina whinrayi
Parmelina whinrayi är en lavart som först beskrevs av Elix, och fick sitt nu gällande namn av Kantvilas & Elix. Parmelina whinrayi ingår i släktet Parmelina och familjen Parmeliaceae.   Inga underarter finns listade i Catalogue of Life.